# Cubana variegata
Cubana variegata är en insektsart som först beskrevs av Fowler 1904.  Cubana variegata ingår i släktet Cubana och familjen kilstritar.
Artens utbredningsområde är Guatemala. Inga underarter finns listade i Catalogue of Life.